# Haemophilus ducreyi

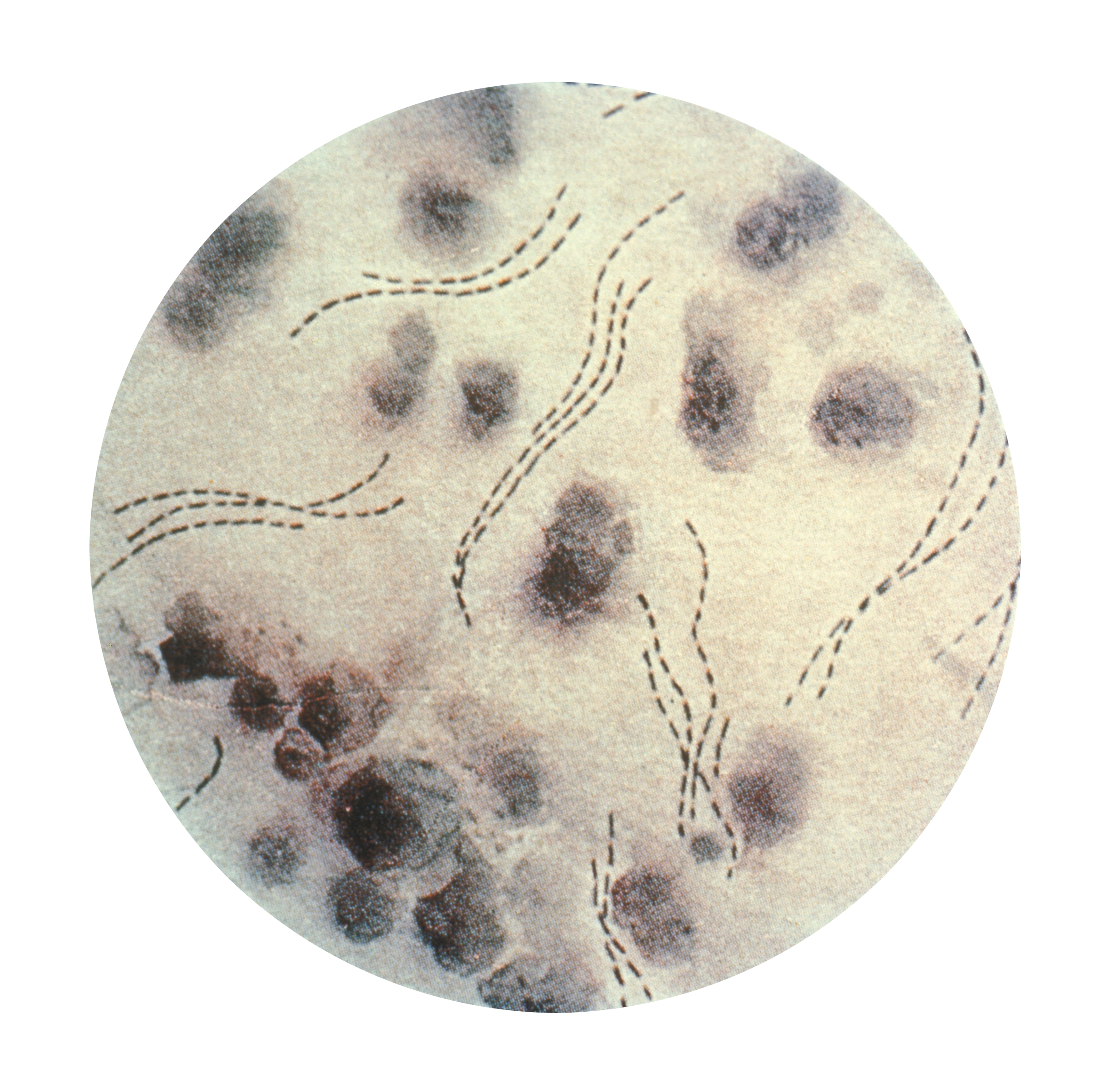
Haemophilus ducreyi

Haemophilus ducreyi o bacillo di Ducrey, dal suo scopritore Augusto Ducrey, è un coccobacillo Gram-negativo causa della malattia sessualmente trasmissibile conosciuta come ulcera venerea, o ulcera molle o cancro molle e anche come cancroide. La sua diffusione avviene attraverso contatto sessuale. Basandosi su analisi genetiche H. ducreyi è un membro della famiglia delle Pasteurellaceae ma non appartiene al genere Haemophilus. È una specie esigente e richiede condizioni di crescita particolari; meno di 8,5% delle colture permettono la crescita dell'organismo nonostante le condizioni ottimali; si ritiene che cresca meglio su agar (GC) addizionato con 1-2% di emoglobina, 5% di siero bovino fetale, arricchimento con IsoVitaleX e vancomicina (3 µg/ml). Le colture dovrebbero essere incubate a 33 °C in atmosfera arricchita al 5-10% di anidride carbonica per almeno 7 giorni. È catalasi negativo. 
Haemophilus ducreyi è un microorganismo opportunista che infetta l'organismo ospite attraverso ferite della superficie della pelle.